# 526年安提阿地震
526年安提阿地震是一場發生在西元526年拜占庭帝国安提阿（當時稱為狄奥波里斯，現歸叙利亚和土耳其管轄）的地震 。本地震發生於該年5月下旬，5月20日至29日之間的某日早晨，造成大约25萬人死亡。此地震結束後並引發大火，連帶摧毁了地震中留下的大部分建築物。在麥加利强度等级上，安提阿地震的震度估计在VIII度和IX度之间。本地震造成西元327年君士坦丁大帝建造的安提阿金宮大教堂被燒毀。

## 構造背景
安提阿地震的推測震央位於與死海斷層北端（阿拉伯板塊與非洲板塊間的轉形斷層）北端、东安纳托利亚断层（安纳托利亚板块和阿拉伯板块間的轉形斷層）東南端與賽普勒斯弧（安纳托利亚和非洲板块之间的边界）三者的交界帶，地質結構複雜。安提阿城市本身則位於安塔基亚盆地的阿米克盆區；該地區由地層主要以上新世以後的沖積沉積層為主，易受場址效應影響。在過去的兩千年中，該地區已受過很多次大地震的影響。

## 地震
在表面波震级表上，526年安提阿地震估算的地震規模為7.0级。除了主地震外，安提阿地震還包含了長達18個月的後續余震。以地震震度來說，在安提阿市中心的麥加利强度等级約在8（VIII）度至9（IX）度；對於郊區的达芙妮（拉丁語：Daphne）和塞琉西亞佩里亞港，則大約是7（VII）度。
本次地震造成塞琉西亞佩里亞的地面被舉升約0.7到0.8公尺，導致該港口從此無法再被使用。

## 傷害

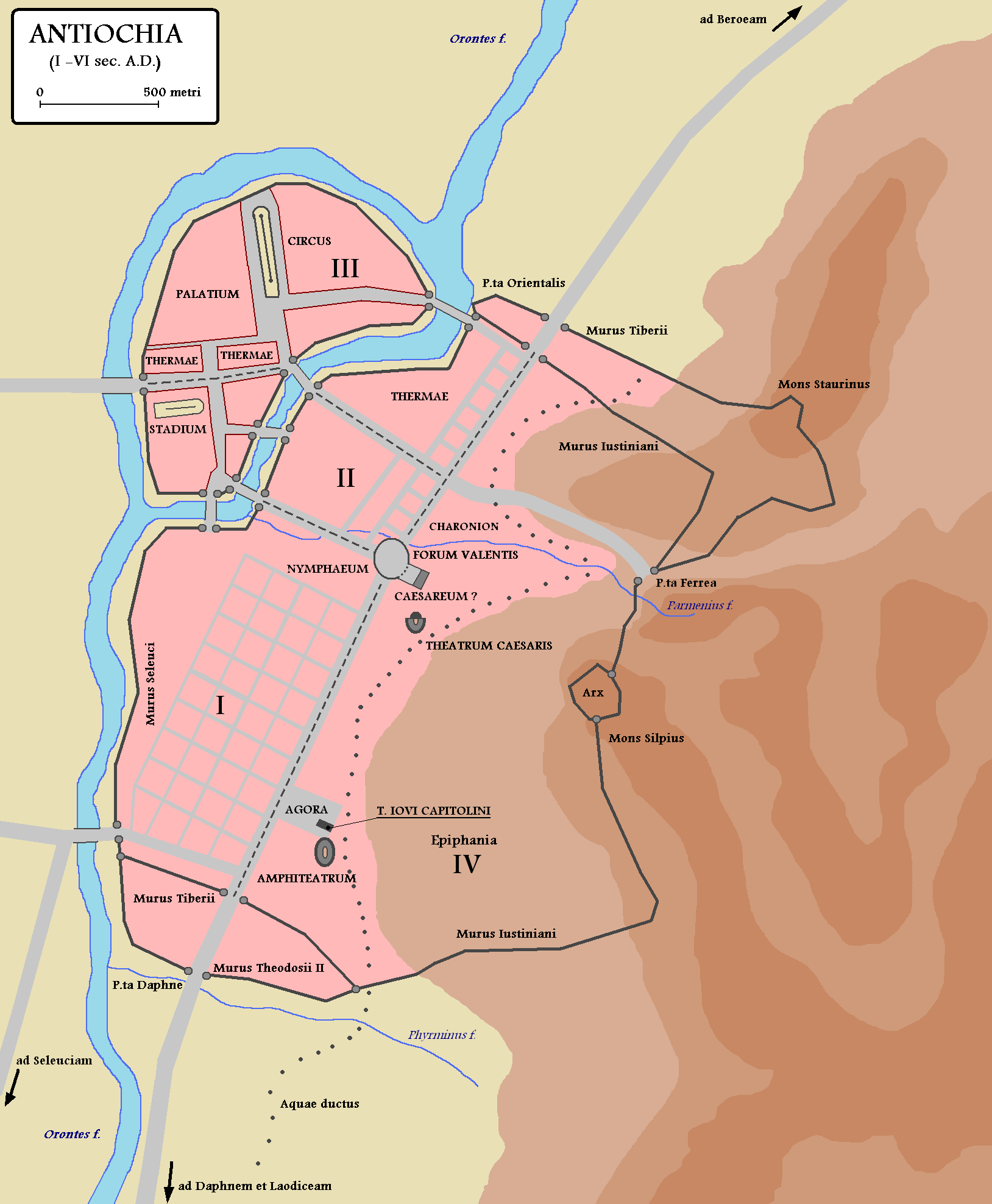
西元6世纪時的安提阿

本次地震對安提阿的許多建築造成了嚴重破壞，許多知名建築，例如歐朗提斯河川中島（圖中編號III）上君士坦丁大帝建造的安提阿金宮大教堂都因此被摧毀。據傳在安提阿，只有靠近城市東方山區的建物才得到倖存。儘管地震的威力巨大，但是其實大多數的傷亡都是發生在地震結束後引發的大火；大火在當時風向的加持下幾乎摧毀了整座城市。金宮大教堂就是在地震七日後被大火燒毀的。
在本次地震造成的人員傷亡中，最有名的就是當時的安提阿牧首優弗拉休斯（拉丁語： Euphrasius），他因在地震中因為不小心掉入酒囊製造商工坊內裝滿融化瀝青的大鍋子而死亡，他的全身只有頭部保存沒有被燒掉。此次地震造成的總死亡人數估計約在25萬至至30萬之間，其中以25萬人說法最為常見。傷亡人數之所以會這麼多是因為當時是耶穌升天節前夕，許多遊客從城市周圍湧入安提阿。

## 後續影響
安提阿地震的消息在拜占庭帝國內獲得廣大回應。在首都君士坦丁堡 ，查士丁一世據傳通過以脫下他的王冠和深红色的古希臘罩袍來表達對於此事件的哀悼。他在沒有穿著這些象徵權力與階級的服飾下就近入教堂，並在教堂內公開哀悼安提阿的災情。查士丁一世同時安排攜帶足夠金錢的特使前往安提阿，以提供當地災情舒緩與重建之所需。災後，安提阿大教堂及其他重要建築的重建主要由當時拜占庭帝國東方教區的總督聖以法蓮負責；以法蓮之後因為本次賑災有功，接任掉到瀝青鍋子裡被燒死的優弗拉休斯，晉升為安提阿牧首。在民眾與政府的努力之下，本次地震後有許多房屋獲得重建；不過，兩年之後（528年）在安提阿又發生了另一場地震，那些重建的建築物許多又再次受波及倒塌。528年的地震傷亡人數較少，記載較少。

## 引用文獻
1. ↑  National Geophysical Data Center. .   [2011-09-22]. （原始内容存档于2016-01-14）.
2. ↑  .   [2019-01-31]. （原始内容存档于2015-02-07）.
3. 1 2 3 4 5  Sbeinati, M.R.; Darawcheh, R. & Mouty, M.  (PDF). Annals of Geophysics. 2005, 48 (3): 347–435  [2019-02-01]. （原始内容 (PDF)存档于2011-07-26）.
4. ↑  Çaktı, E.  (PDF). 2011  [2019-02-01]. （原始内容存档 (PDF)于2012-02-25）.
5. ↑  . www.ngdc.noaa.gov. National Center for Environmental Information.   [2019-02-01]. （原始内容存档于2017-06-19）.
6. ↑  Erol, O.; Pirazzoli, P. A. . Nautical Archaeology. 1992, 21 (4): 317-327  [2019-02-01]. doi:10.1111/j.1095-9270.1992.tb00379.x. （原始内容存档于2020-10-23）.
7. ↑  Witakowski, W. . Translated texts for historians 22. Liverpool University Press. 1996: 46–47  [2019-02-01]. ISBN 9780853237600. （原始内容存档于2019-02-01）.
8. ↑  Akyuz, H. Serdar; Altunel, Erhan; Karabacak, Volkan; Yalciner, C. Caglar. . Tectonophysics. 2006-11-15, 426 (3): 281–293  [2019-02-01]. ISSN 0040-1951. doi:10.1016/j.tecto.2006.08.005. （原始内容存档于2015-09-24）.
9. 1 2  Meier, Mischa. . The Medieval History Journal. 2007, 10 (1): 237-266. doi:10.1177/097194580701000209.
10. ↑  Andrade, N.J.  (PDF). Hugoye: Journal of Syriac Studies. 2009, 12 (2): 199–234  [2019-02-01]. （原始内容 (PDF)存档于2011-09-27）.
11. ↑  Martindale, J.R. . Prosopography of the Later Roman Empire 2. Cambridge University Press. 1980: 395  [2011-09-22]. ISBN 978-0-521-20159-9. （原始内容存档于2019-02-01）.